# Blois Football 41
Blois Football 41 là một câu lạc bộ bóng đá Pháp. Năm 1999, câu lạc bộ L'Association Amicale Jeunesse Blésoise (AAJ Blois) thành lập năm 1912 sáp nhập với Blois Union Sportive, thành lập năm 1984, để thành lập câu lạc bộ hiện tại.
Blois đã trải qua chín mùa trong Division 2 từ năm 1970 đến 1982.
Đội bóng chơi tại sân vận động thành phố Allées Jean Leroi ở Blois.

## Danh hiệu
- Champion Championnat National 3 (Nhóm Center-Val de Loire): 2018
- Nhà vô địch Championnat de France Am Nghiệp de Football (Nhóm Center-West): 1970
- Nhà vô địch Championnat de France de Football de Division 3 (Nhóm Tây): 1978
- Trung tâm vô địch DH: 1933, 1955, 1990, 2004, 2016
- 1/4 vòng chung kết của Coupe de France năm 1971 (sân nhà: Blois-Marseille 2-4 và sân khách: Marseille-Blois 9-1)
- Champion DH centre féminin: 2007

## liên kết ngoài
- Website chính thức (tiếng Pháp)